# Vaccinium glandellatum
Vaccinium glandellatum är en ljungväxtart som beskrevs av Herman Otto Sleumer. Vaccinium glandellatum ingår i Blåbärssläktet, och familjen ljungväxter. Inga underarter finns listade i Catalogue of Life.